# Alectis ciliaris
O Alectis ciliaris é uma espécie de peixe teleósteo da família dos carangídeos, semelhante ao peixe-galo. Tais peixes medem cerca de 1 m de comprimento, possuindo o dorso verde-azulado, ventre prateado e nadadeiras dorsal, anal e ventrais com raios longos enegrecidos. São conhecidos pelos nomes populares de xaréu-real-do-Atlântico, xaréu-real, abacataia, abacatuaia, abacatuia, abacutaia, abucataia, aleto, aracambé, aracanguira, galo, galo-de-fita, galo-do-alto, peixe-galo-do-Brasil e xaréu-branco.
São encontrados em todas as águas tropicais dos oceanos do mundo.